# Platocoelotes daweishanensis
Platocoelotes daweishanensis là một loài nhện trong họ Amaurobiidae.
Loài này thuộc chi Platocoelotes. Platocoelotes daweishanensis được Yajun Xu & S. Q. Li miêu tả năm 2008.